# Druga Uskrsna nedjelja
Druga Uskrsna nedjelja ili Druga Vazmena nedjelja (Druga nedjelja po Uskrsu), ujedno i Nedjelja Božjega milosrđa, poznata i kao Tomina nedjelja i Bijela nedjelja, prva je nedjelja po svetkovini Uskrsa i posljednji dan Uskrsne osmine u liturgijskoj (crkvenoj) godini. Pučki je poznata pod nazivom Mali Uskrs. Naziva se i Svijetla nedjelja. Raznolikost naziva ukazuje na njezinu teološku, biblijsku, crkveno-povijesnu i liturgijsku višeznačnost.
Tominom se nedjeljom naziva jer se na euharistijskim slavljima čita evanđeoski odlomak o Isusovu posjetu apostolima nakon uskrsnuća i nevjeri Tome apostola (poradi toga prozvanoga „Nevjerni Toma” ili „Sumnjičavi Toma”) u Isusovo uskrsnuće. Bijelom se naziva jer novokrštenici (katekumeni), koji su primili sakramente u liturgiji Vazmenoga bdijenja Velike subote, na svetu misu dolaze u bijelim haljinama, kao simboli čistoće, sakramentalnoga zajedništva i punine članstva u Crkvi, ali i kao simbol uskrsnuća tj. pobjede Života nad smrću.
Također, njome se obilježava i spomendan i svetkovina Božjega milosrđa, koja se razmatra u Vazmenom otajstvu (muci, smrti i uskrsnuću Kristovu). Blagdan je za štovanje i obilježavanje odredio papa Ivan Pavao II., koji je još kao krakowski nadbiskup 1978. prvi dao službeno Crkveno odobrenje proslave ove svetkovine.
U pravoslavnim je zajednicama na Tominu nedjelju prisutan običaj blagoslova (posvećenja) žita i hrane, kao i bojanja i poklanjanja pisanica djeci, u znak Kristove pobjede. U Srbiji je poznata i kao „vodena nedjelja”, na koju mladići i djevojke bacaju u potoke i rijeke bacaju cvjetne vijence radi tjeranja vodenih demona.